# Sofya Fedorova
Sofya Viacheslavovna Fedorova (en russe : Софья Вячеславовна Фёдорова), née le 4 septembre 1998 à Moscou, est une snowboardeuse russe spécialisée dans le freestyle.

## Palmarès

### Coupe du monde
- 1 petit globe de cristal :
  - Vainqueur du classement slopestyle en 2018.
- 1 podium dont 1 victoire.